# Swartz (släkt)
Släkten Swartz är en svensk släkt, som härstammar från bergsmannen Per Olofsson (1661–1701). Hans sonsöner tog namnet från fädernegården Svartsång i Kroppa socken i Värmland.

## Personer i släkten Swartz
- Petter Swartz (1726–1789), snusfabrikör
  - Petter Jacob Swartz (1755-1819), snusfabrikör
    - John Swartz (1790–1853), snusfabrikör
      - Erik Swartz (1817–1881), snusfabrikör, politiker
        - Carl Swartz (1858–1926), fabrikör, ämbetsman, statsminister
          - Erik C:son Swartz (1887–1963), genealog
            - Ulla Swartz, gift med Dick Bengtsson, disponent
              - Richard Swartz (född 1945), journalist, författare
              - Eva Swartz (född 1956), VD, utredare inom kultur och media

            - Carl Swartz (diplomat) (1920–2008), diplomat

          - Olof Swartz (1903–1974), gift i andra giftet med Kersti Swartz (1921–2012), kyrkvaktmästare, politiker
            - Per‐Olof Swartz (1932–2020), läkare
              - Oscar Swartz (född 1959), IT-entreprenör, samhällsdebattör

        - Pehr Swartz (1860–1939), kvarnägare, politiker

      - Johan Gustaf Swartz (1819–1885), affärsman, lantbrukare, politiker
      - Edvard Swartz (1826–1897), skådespelare, gift med Clementine Swartz (1835–1923), skådespelare
- Olof Swarts (1728–1768), snusfabrikör
  - Olof Swartz (1760–1818), naturforskare, botaniker